# Astri Torsell
Astri (egentligen Astrid) Torsell, född den 24 december 1879 i Stockholm, död den 9 juli 1951 i Oslo, var en svensk skådespelare, verksam bland annat vid Kungliga Dramatiska Teatern. Hon var dotter till Olefine Moe och Oscar Torsell.
Hon debuterade på Eldoradoteatern i Kristiania 1897 som Birgitta i Svarta dominon, men övergick sedan till talscenen och knöts 1899 till Svenska teatern, Stockholm, som honom lämnade 1906. 1906 kom hon till Dramatiska teatern, där hon var engagerad till 1909, varefter hon 1909–1911 åter var engagerad vid Svenska teatern och 1911–1913 åter vid Dramatiska teatern. Hon bodde därefter mestadels i Oslo. Hon gästpelade senare vid olika Stockholmsteatrar, i svenska landsorten samt olika teatrar i Norge.

## Filmografi
- 1921 – Elisabet
- 1921 – Fru Mariannes friare
- 1922 – Ödets redskap
- 1922 – Lord Saviles brott

## Teater

### Roller (ej komplett)
| År   | Roll                | Produktion                                              | Regi             | Teater                     |
| ---- | ------------------- | ------------------------------------------------------- | ---------------- | -------------------------- |
| 1899 |                     | Min ros i skogen Oscar Wijkander                        |                  | Kristiania                 |
| 1899 | Malena              | Stor-Klas och Lill-Klas Gustaf af Geijerstam            | Harald Molander  | Svenska teatern, Stockholm |
| 1900 |                     | Folkungasagan August Strindberg                         |                  | Svenska teatern, Stockholm |
| 1901 | Dottern             | Midsommareld Hermann Sudermann                          |                  | Svenska teatern, Stockholm |
| 1904 | Matilda Senardi     | Lucifer Enrico Annibale Butti                           | Karl Hedberg     | Svenska teatern, Stockholm |
| 1905 | Eva Willner         | Amor och Hymen Tor Hedberg                              |                  | Svenska teatern, Stockholm |
| 1905 | Aymelotte           | Greven av Antwerpen Per Hallström                       |                  | Svenska teatern, Stockholm |
| 1905 | Katinka Maslof      | Uppståndelse Lev Tolstoj                                |                  | Svenska teatern, Stockholm |
| 1905 | Målarinnan          | Fjärde paragrafen Gustav Kadelburg                      |                  | Svenska teatern, Stockholm |
| 1905 |                     | Ett samvetsäktenskap Marcel Prévost                     |                  | Svenska teatern, Stockholm |
| 1905 | Bondtösen           | Livets dal Max Dreyer                                   | Karl Hedberg     | Svenska teatern, Stockholm |
| 1905 | Elisabeth           | Lågor i dunklet Enrico Annibale Butti                   |                  | Svenska teatern, Stockholm |
| 1905 | Kammarjungfrun      | Kameliadamen Alexandre Dumas d.ä.                       |                  | Svenska teatern, Stockholm |
| 1906 | Raina               | Hjältar George Bernard Shaw                             |                  | Svenska teatern, Stockholm |
| 1906 | Cecilia             | Gillets hemlighet August Strindberg                     | Karl Hedberg     | Svenska teatern, Stockholm |
| 1906 |                     | Livet på landet Fritz Reuter                            |                  | Svenska teatern, Stockholm |
| 1906 | Gerd Hübner         | Livets maskerad Ludwig Fulda                            |                  | Dramatiska Teatern         |
| 1909 | Pastorskan          | Djävulens lärjunge George Bernard Shaw                  | Karl Hedberg     | Svenska teatern, Stockholm |
| 1909 | Hermione            | En vintersaga William Shakespeare                       |                  | Svenska teatern, Stockholm |
| 1910 |                     | Konserten Hermann Bahr                                  |                  | Svenska teatern, Stockholm |
| 1911 | Käthie              | Gamla Heidelberg Wilhelm Meyer-Förster                  |                  | Svenska teatern, Stockholm |
| 1911 | Prinsessan Thekla   | Wallenstein Friedrich Schiller                          | Gunnar Klintberg | Svenska teatern, Stockholm |
| 1918 | Helene Bording      | Under lagen Edvard Brandes                              | Einar Fröberg    | Intima teatern             |
| 1919 | Helène de Trévillac | Äventyret Gaston Arman de Caillavet och Robert de Flers | Karl Hedberg     | Dramaten                   |
| 1931 |                     | Etienne Jacques Deval                                   | Gösta Ekman      | Konserthusteatern          |
| 1939 | Fru Bang            | Paul Lange och Tora Parsberg Björnstjerne Björnson      | Rune Carlsten    | Dramaten                   |